# Andrzej
Andrzej est un prénom masculin polonais célébré le 30 novembre et dont l'origine provient du grec ἀνήρ anēr qui signifie homme.

## Prénom
- Pour l'ensemble des articles sur les personnes portant ce prénom, consulter :
  - la liste des articles dont le titre commence par ce prénom
  - les listes produites par Wikidata : Liste des personnes de prénom « Andrzej » — même liste en incluant les éventuels prénoms composés qui contiennent « Andrzej ».
- Andrzej Ajnenkiel (1931-2015), historien polonais
- Andrzej Aumiller (né en 1947), homme politique polonais
- Andrzej Bachleda (né en 1947), skieur alpin polonais
- Andrzej Badeński (1943-2008), athlète polonais en 400 mètres
- Andrzej Bargiel (né en 1988), alpiniste et athlète polonais
- Andrzej Bartkiewicz (né en 1991), coureur cycliste polonais
- Andrzej Bartkowiak (né en 1950), réalisateur et directeur de photographie polonais
- Andrzej Bek (né en 1951), coureur cycliste polonais
- Andrzej Betlej (né en 1971), historien et l'art polonais
- Andrzej Białas (né en 1936), physicien et professeur polonais
- Andrzej Biegalski (1953-2017), boxeur polonais
- Andrzej Biernat
- Andrzej Bobkowski (1913-1961), écrivain et essayiste polonais
- Andrzej Buncol (né en 1959), joueur polonais de football
- Andrzej Bursa (1932-1957), poète et écrivain polonais
- Andrzej Byrt (né en 1949), économiste et diplomate polonais
- Andrzej Celiński (né en 1950), homme politique polonais
- Andrzej Chmarzyński (né en 1945), joueur polonais de basket-ball
- Andrzej M. Chołdzyński (né en 1960), architecte polonais
- Andrzej Chyra (né en 1964), acteur et réalisateur polonais
- Andrzej Czuma (né en 1938), homme d'État polonais
- Andrzej Długosz (né en 1978), coureur de fond polonais
- Andrzej Dragan (né en 1978), photographe de portraits polonais
- Andrzej Duda (né en 1972), homme d'État polonais
- Andrzej Ehrenfeucht (né en 1932), mathématicien et informaticien américain
- Andrzej Fischer (1952-2018), joueur polonais de football
- Andrzej Franaszek (né en 1971), critique littéraire polonais
- Andrzej Głąb (né en 1966), lutteur olympique polonais
- Andrzej Maria Gołaś (né en 1946), homme politique polonais
- Andrzej Gołota (né en 1968), boxeur polonais
- Andrzej Gronowicz (né en 1951), céiste polonais
- Andrzej Grzegorczyk (1922-2014), mathématicien polonais
- Andrzej Grzyb
- Andrzej Iwan (né en 1959), joueur polonais de football
- Andrzej Jakimowski (né en 1963), réalisateur polonais
- Andrzej Jarosik (né en 1944), joueur polonais de football
- Andrzej Jasiński (né en 1936), pianiste polonais
- Andrzej Jawień, pseudonyme de Karol Wojtyla, futur Jean-Paul II
- Andrzej Juskowiak (né en 1970), joueur polonais de football
- Andrzej Kalwas (né en 1936), homme d'État polonais
- Andrzej Kapiszewski (1948-2007), sociologue et diplomate polonais
- Andrzej Kijowski (1928-1985), écrivain et critique littéraire polonais
- Andrzej Komorowski (né en 1975), prêtre catholique polonais
- Andrzej Konopka (né en 1969), acteur polonais
- Andrzej Koper (né en 1953), pilote de rallye polonais
- Andrzej Kostenko (né en 1936), réalisateur et scénariste polonais
- Andrzej Stanisław Kowalczyk (né en 1957), historien et essayiste polonais
- Andrzej Kostrzewa (né en 1958), escrimeur polonais
- Andrzej Koszewski (1922-2015), compositeur et musicologue polonais
- Andrzej Kowerski (1912-1988), officier polonais et espion britannique
- Andrzej Kraszewski (né en 1948), homme politique polonais
- Andrzej Krzanowski (1951-1990), accordéoniste et compositeur polonais
- Andrzej Krzeptowski
- Andrzej Krzywicki (1937-2014), physicien théorique polonais
- Andrzej Kubica (né en 1972), joueur polonais de football
- Andrzej Kudelski (né en 1952), lutteur polonais
- Andrzej Kurylewicz (1932-2007), musicien et compositeur polonais
- Andrzej Kuśniewicz (1904-1993), homme politique et écrivain polonais
- Andrzej Lis (né en 1959), escrimeur polonais
- Andrzej Łubieński (1784-1870), officier et homme politique polonais
- Andrzej Lubomirski (1862-1953), prince polonais
- Andrzej Martyniuk (né en 1960), joueur polonais de volley-ball
- Andrzej Mierzejewski (né en 1960), coureur cycliste polonais
- Andrzej Mikosz (né en 1965), homme politique polonais
- Jan Andrzej Morsztyn (1621-1693), aristocrate et grand trésorier polonais
- Andrzej Mostowski (1913-1975), mathématicien polonais
- Andrzej Mularczyk (né en 1930), écrivain et scénariste polonais
- Andrzej Munk (1920-1961), réalisateur polonais
- Andrzej Nartowski (1931-2003), joueur polonais de basket-ball
- Andrzej Niedzielan (né en 1979), joueur polonais de football
- Andrzej Niedzielski (né en 1961), astronome polonais
- Andrzej Niegolewski (1787-1857), colonel polonais
- Andrzej Paczkowski (né en 1938), historien polonais
- Andrzej Perka (né en 1941), joueur polonais de basket-ball
- Andrzej Piaseczny (né en 1971), chanteur polonais
- Andrzej Piątkowski (1934-2010), escrimeur polonais
- Andrzej Pluciński (1915-1963), joueur polonais de basket-ball
- Andrzej Pluta (né en 1974), joueur polonais de basket-ball
- Andrzej Poniedzielski (né en 1954), poète et acteur polonais
- Andrzej Przybielski (1944-2011), trompettiste de jazz polonais
- Andrzej Pstrokoński (né en 1936), joueur polonais de basket-ball
- Andrzej Rej (1584-1641), diplomate polonais
- Andrzej Rojewski (né en 1985), joueur germano-polonais de handball
- Andrzej Rządkowski (né en 1997), escrimeur polonais
- Andrzej Rzepliński (né en 1949), juriste polonais
- Andrzej Aleksandrowicz Sanguszko (mort en 1534), prince polonais
- Andrzej Michałowicz Sanguszko (mort vers 1560), maréchal de cour de Biélorussie
- Andrzej Sapieha
- Andrzej Józef Sapieha (1894-1945), prince polonais
- Andrzej Sapkowski (né en 1948), écrivain polonais d'histoire fantastiques
- Andrzej Saramonowicz (né en 1965), journaliste et réalisateur polonais
- Andrzej Sarwa (né en 1953), écrivain polonais
- Andrzej Wiktor Schally (né en 1926), endocrinologue américano-polonais
- Andrzej Schinzel (né en 1937), mathématicien polonais
- Andrzej Sekuła (né en 1954), cinéaste et réalisateur polonais
- Andrzej Serediuk (né en 1959), coureur cycliste polonais
- Andrzej Seweryn (né en 1946), comédien franco-polonais
- Andrzej Skrzydlewski (1946-2006), lutteur polonais
- Andrzej Skupiński (1952-2018), acteur polonais
- Andrzej Sontag (né en 1951), athlète polonais en triple saut
- Andrzej Stelmach (né en 1972), joueur polonais de volley-ball
- Andrzej Strug (1871-1937), homme politique et de lettres polonais
- Andrzej Szarmach (né en 1950), joueur polonais de football
- Andrzej Szczypiorski (1928-2000), scénariste et homme politique polonais
- Andrzej Szpilman (né en 1956), compositeur et producteur de musique polonais
- Andrzej Szymczak (1948-2016), joueur polonais de handball
- Andrzej Tarkowski (193-2016), embryologiste et professeur polonais
- Andrzej Trybulec (1941-2013), mathématicien et informaticien polonais
- Andrzej Udalski (né en 1957), astronome polonais
- Andrzej Wajda (1926-2016), réalisateur et scénariste polonais
- Andrzej Wierciński
- Andrzej Witkowski (né en 1985), escrimeur polonais
- Andrzej Wójs (né en 1979), céiste polonais
- Andrzej Wróblewski (né en 1950), homme politique polonais
- Andrzej Wrona (né en 1988), joueur polonais de football
- Andrzej Wroński (né en 1965), lutteur olympique polonais
- Józef Andrzej Załuski (1702-1774), évêque catholique polonais
- Andrzej Artur Zamoyski (1800-1874), aristocrate et militant social polonais
- Andrzej Zaucha
- Andrzej Zgutczyński (né en 1958), joueur polonais de football
- Andrzej Zieliński (né en 1936), athlète polonais en 100 et 200 mètres
- Andrzej Żuławski (1940-2016), réalisateur de cinéma polonais
- Andrzej Żurawski (né en 1959), joueur polonais de basket-ball

## Variants
- Andrew, Anders, André, Ander, Andy, Andrei, Andreas, Andréas, Andriy, Andrea, Andrey, Andrei, Andrés, Drew et Andres

## Référence
1. ↑  (en) A Greek–English Lexicon